# グリーンマン

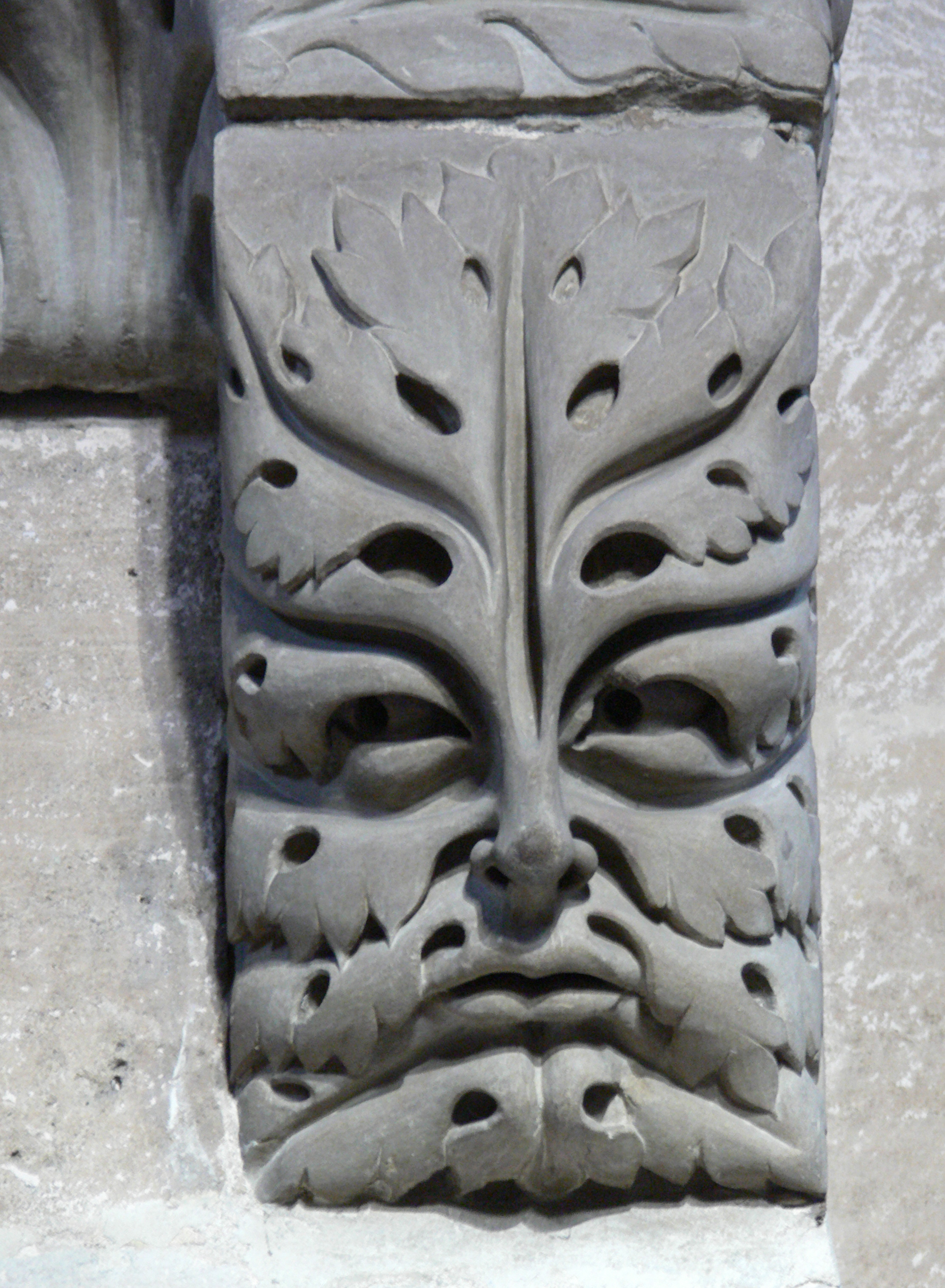
13世紀ドイツバンベルクの『バンベルクの旗手』像の持ち送りに彫られている、アカンサスに覆われたグリーンマン。

グリーンマン（Green Man, Greenman）は、中世ヨーロッパの美術に現れる、葉で覆われた、あるいは、葉で形作られた人頭像である。

## 特徴
中世の教会などのロマネスク建築やゴシック建築の柱や壁に彫られる彫刻のモチーフとなる。顔や体が葉で覆われるだけでなく、口などから蔦が生えていることもある。
ロマネスク期のグリーンマンは表情が硬くパターンも限られているが、ゴシック期のものは、より写実的で表情も豊かである。設置される場所は主に教会の門、天井の要石、柱頭、コーベル、聖務共唱席などに多い。
グリーンマンの図像学的な意味は研究者によって様々な解釈が考えられたが、統一した結論は出ていない。

## グリーンマンの起源
1939年、イギリスのレディ・ラグランの研究論文によってグリーンマンの研究が始まり、この種の像に「グリーンマン」の名がつけられた。それ以前は「葉の頭」「葉の仮面」などと呼ばれ、他に無数に存在する教会装飾と特に区別されることはなかった。
グリーンマン自体の神話伝説はほとんどない。キリスト教以前のケルト神話などの、森林・樹木へのアニミズムの名残で、ケルト神話のケルヌンノスやローマ神話のシルウァーヌスと関係があると考えられている。
また、古代ローマ時代の墓碑などに見られるオケアノスやメデューサの人頭レリーフや、植物神でもあるディオニュソスが祖形となっていると考える研究もある。
キリスト教がヨーロッパに布教していく過程で、植物など、他の土着宗教のシンボルを文様として取り込んだ。グリーンマンを取り入れた最古の例としては、6世紀にトリーア大聖堂が再建された時、司教ニケティウスは古代ローマの遺跡からグリーンマンのレリーフを移築したという。このレリーフは近年の修復作業で再発見されている。